# マリーナ・フォン・ノイマン・ホイットマン

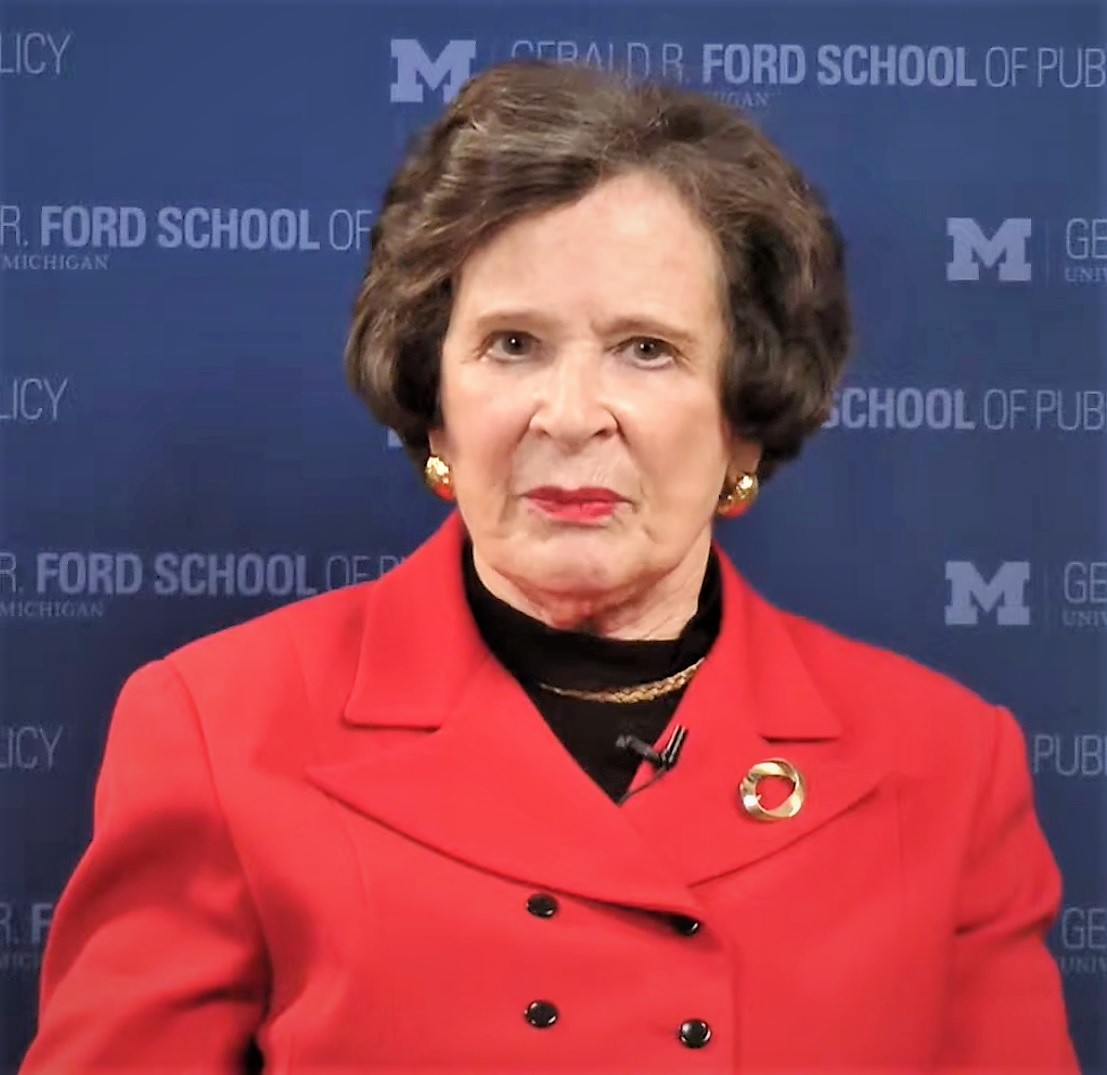
マリーナ・フォン・ノイマン・ホイットマン

マリーナ・フォン・ノイマン・ホイットマン（Marina von Neumann Whitman、1935年3月6日 - 2025年5月20日）は、アメリカ合衆国の経済学者、実業家。ミシガン大学ビジネス・スクール名誉教授。

## 生涯
数学者ジョン・フォン・ノイマンの娘としてニューヨークに生まれる。1956年にラドクリフ・カレッジを卒業し、コロンビア大学で1959年に修士号を、1962年に博士号を取得。ゼネラルモーターズの主席エコノミストを経て、1970年から1973年までニクソン政権で大統領経済諮問委員会委員を務めた。1973年からピッツバーグ大学経済学部教授だったが、1979年、大学を辞してゼネラルモーターズに戻り、1985年から1992年まで副社長を務めていた。1992年にミシガン大学に移った。
二児の母であり、ミシガン州アナーバーに居住している。
2025年5月20日に死去。90歳没。